# Interzato in banda
In araldica il termine interzato in banda indica lo scudo suddiviso in tre porzioni della stessa ampiezza da due linee diagonali orientate secondo il verso della banda, cioè dal cantone superiore destro verso quello inferiore sinistro.
Abitualmente le tre porzioni sono di smalto diverso, in quanto nell'araldica italiana l'interzato in banda di due soli smalti è blasonato più correttamente: di (primo smalto) alla banda del (secondo smalto).
Anche nell'interzato le linee di partizione possono essere alterate nelle varie forme presenti nell'araldica, e divenire quindi increspate, ondate, cuneate, etc.

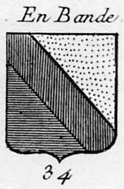
Interzato in banda d'oro, di rosso e d'azzurro
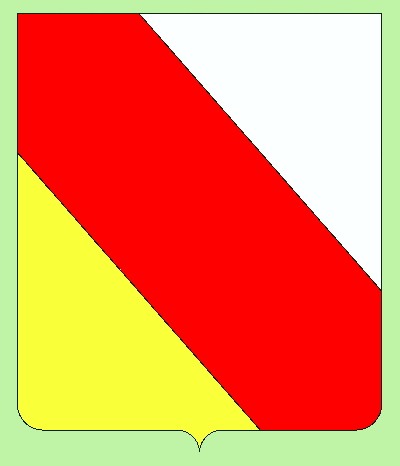
Interzato in banda d'argento, di rosso e d'oro
Interzato in banda di rosso, d'argento e di nero